# Košarka na Mediteranskim igrama 2005.
Košarkaški turnir na MI 2005. održavao se od 24. lipnja do 1. srpnja u Almeríi u Španjolskoj. Italija je bez poraza osvojila turnir. U završnici je pobijedila Grčku 87:86.
- skupina A: Italija, Španjolska, Egipat, Alžir
- skupina B: Grčka, Turska, BiH, Maroko

## Konačni poredak
| Mj. | Država              |
| --- | ------------------- |
| 1.  | Italija             |
| 2.  | Grčka               |
| 3.  | Španjolska          |
| 4.  | Turska              |
| 5.  | Egipat              |
| 6.  | Bosna i Hercegovina |
| 7.  | Alžir               |
| 8.  | Maroko              |

| Pobjednici             |
| ---------------------- |
| Italija Četvrti naslov |